# Wilhelm Ferdinand von Dörnberg
Freiherr Wilhelm Ferdinand von Dörnberg (* 10. Oktober 1750 in Marburg; † 1783) war ein preußischer Jurist und Beamter.

## Leben

### Familie
Wilhelm Ferdinand von Dörnberg war der Sohn des preußischen Justizministers Wolfgang Ferdinand von Dörnberg und dessen zweiter Ehefrau Caroline Dorothea (* 28. Oktober 1728 in Dittershausen; † 29. Mai 1788 in Berlin), Tochter von Carl Ludwig von und zu Löwenstein (1688–1738), Hessen-Kasselscher Oberst. Er hatte noch acht Geschwister, von denen namentlich bekannt sind:
- Carl Ludwig von Dörnberg (1749–1819), Offizier, Deutschordensritter, Abgeordneter und seit 1793 4. Erbküchenmeister in Hessen;
- Friedrich Carl von Dörnberg (* 19. Februar 1754 in Kassel; † 10. März 1804 in Hanau), verheiratet mit Henriette (* 18. August 1767 in Berlin; † 27. Februar 1844 in Hanau), Tochter von Friedrich Christian Freiherr von Geuder-Rabensteiner (1710–1770), preußischer Kammerherr, zeitweilig Erbherr auf Schloss Marquard, Freimaurer, Oberhofmeister der Erbprinzessin Wilhelmine von Hessen-Kassel;
- Hans Friedrich August von Dörnberg (* 24. April 1755 in Kassel; † 10. Februar 1803), hessen-kasselscher Kammerherr und Kriegs- und Domänenrat;
- Luise Wilhelmine Caroline Juliane von Dörnberg (* 12. September 1762 in Kassel; † unbekannt), verheiratet mit Karl Gottlob von Schenckendorff (* 17. August 1745 in Pinnow im Kreis Sternberg; † 12. Februar 1801 in Wulkow), königlich preußischer Oberstleutnant;
- Wilhelm Ludwig Moritz von Dörnberg (* 1764; † 1810), hessen-kasselscher Major;
- Johann Ernst von Dörnberg (1768–1828), Regierungspräsident und Generalkommissar;
- Konrad Heinrich von Dörnberg (* 24. August 1769 in Breitenbach am Herzberg; † 25. November 1828 in Regensburg), Kammerpräsident in Bayreuth, verheiratet mit Freiin Wilhelmine Sophie von Glauburg (1775–1835).

Der Vater der ersten Ehefrau seines Vaters war Johann Siegmund von Heyden, preußischer General der Kavallerie, Gouverneur von Lippstadt und Drost zu Wetter und sein Cousin war der spätere Generalleutnant Wilhelm von Dörnberg, nach dem auch der Dörnberg-Aufstand gegen Jérôme Bonaparte benannt war.

### Werdegang
Zur schulischen Ausbildung von Wilhelm Ferdinand von Dörnberg liegen keine Erkenntnisse vor.
Er immatrikulierte sich am 3. November 1766 an der Universität Straßburg zu einem Studium der Rechtswissenschaften, setzte dieses am 28. April 1768 an der Universität Marburg und im April 1771 an der Universität Göttingen fort.
Am 25. Mai 1772 bewarb er sich um eine Anstellung als Referendar beim Berliner Kammergericht und legte im Juni 1772 sein Examen ab, worauf er mit Reskript vom 25. Juni 1772 angenommen wurde.
Seit April 1773 war er als Legationsrat im auswärtigen Departement, blieb aber zugleich auch Referendar beim Kammergericht.
Nachdem er auf seinen Antrag vom 12. Januar 1774 am 2. April 1774 das große Examen bestanden hatte, wurde er am 18. Juni 1774 als Kammergerichtsrat bestellt und rückte in den zweiten Senat ein.
Nach einem Vorschlag von Johann Heinrich von Carmer wurde Wilhelm Ferdinand von Dörnberg am 30. März 1780 zum Regierungspräsidenten der Regierung in Minden ernannt und trat damit die Nachfolge von Eberhard von der Recke an, der nach Kleve versetzt worden war. Im Anschluss zur Ernennung ging er für einige Wochen nach Glogau um sich mit den dortigen Geschäften, vor allem in Pupillen-, Hypotheken- u. Konsistorialangelegenheiten vertraut zu machen, weil diese beim Kammergericht nicht behandelt wurden. Seine Einführung in das Amt des Chefs der Regierung erfolgte am 23. Mai 1780 in Minden.
Im März 1782 ging er auf Bitten seines Vaters nach Hessen, um die Administration der Familiengüter zu untersuchen, nahm darauf Anfang 1783 seinen Abschied als Regierungspräsident und verstarb noch im gleichen Jahr; sein Nachfolger wurde Aemilius Hans Albrecht Carl von Foerder (1754–1790).